# Краков'як

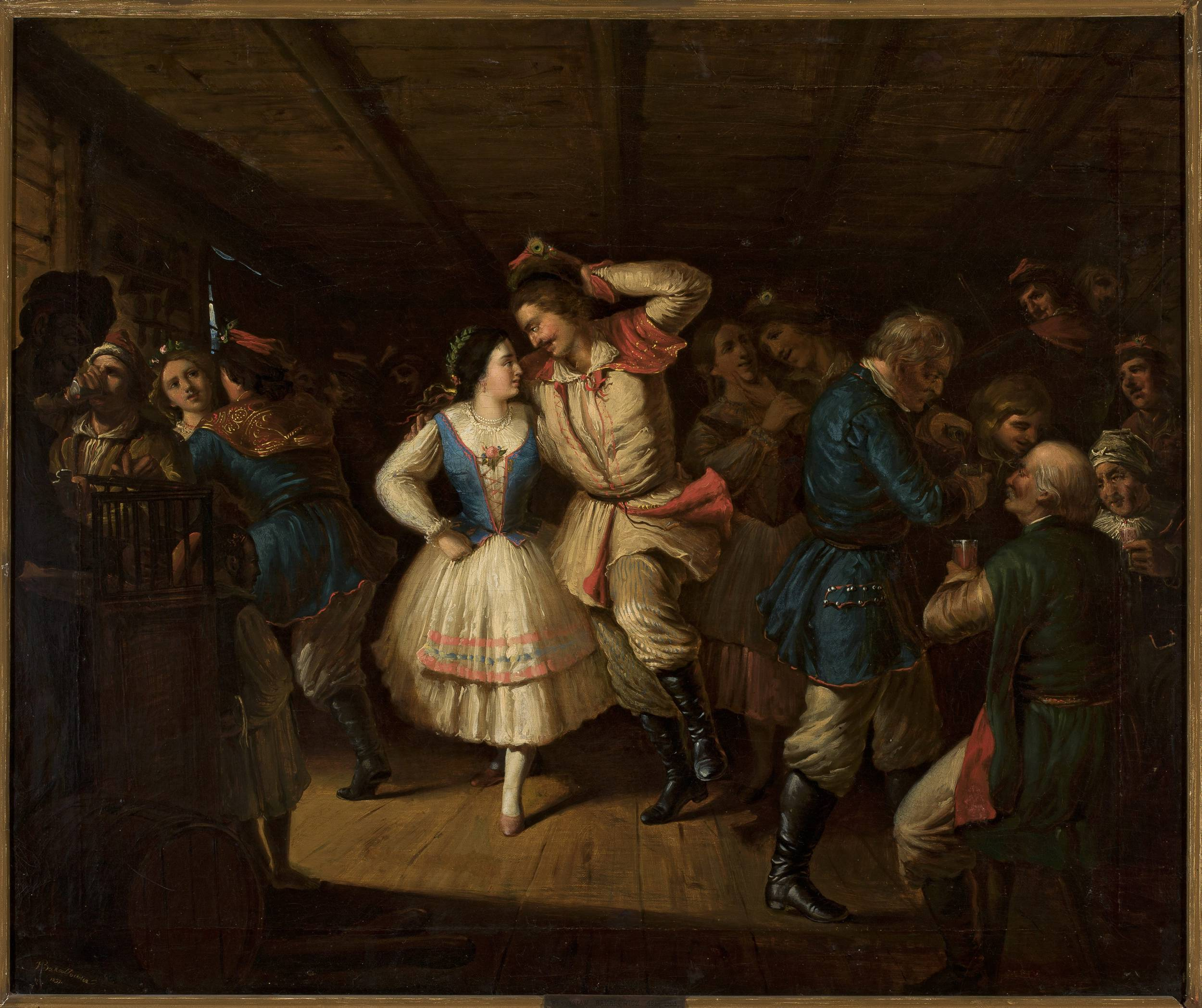
Краков'як

Краков'я́к (пол. Krakowiak, букв. «мешканець Кракова») — швидкий польський народний танець з музичним розміром у 2/4.

## Хореографія танцю
Краков'як танцюють під жваву мелодію (часто народну), танець має музичний розмір у 2/4, швидкий синкоповий ритм.
Сам танець не тільки швидкий, а й легкий, — складається майже цілком з невеликих стрибків і підскоків, які виконується з легкістю, ледве торкаючись землі. У танці гарні пластичні рухи рук, фіксовані пози спини та постави в цілому.
Танцюють краков'як парами, класична форма танцю має як чимало спільних перегрупувань по колу, діагоналі тощо, так і соло для виконання окремими парами. Постановка танцю зазвичай розрахована на 4-8 пар юнаків і дівчат.

## Історія танцю
Краков'як виник в околицях Кракова, завдяки чому отримав свою назву. Подібні танці з локальними назвами побутували в багатьох районах Малопольщі. Назва краков'як як єдина поширилась прибл. з XVII століття, тобто з часу, коли танець стає популярним у середовищі польської шляхти.
Тоді ж, або трохи раніше, танець поширився на українських землях, особливо на Правобережжі, ставши згодом одним з найпопулярніших українських танців.
За давнини краков'як був чоловічим танцем, пізніше перетворився на парний. У XIX століття краков'як був одним з популярних бальних танців.

## Краков'як у професійній культурі
Завдяки художній обробці краков'як увійшов у професійну музичну культуру, зокрема, він застосовувався у балетній та оперній музиці — у творчості Фредеріка Шопена, Михайла Глінки, Кароля Шимановського, Іґнація Падеревського, інших польських, російських. німецьких і українських композиторів і музикантів.